# Thomas Hausmanninger
Thomas Hausmanninger (* 1958) ist ein deutscher Theologe.

## Leben
Er lehrte als Professor für Christliche Sozialethik an der Universität Augsburg von 1997 bis 2019. Als kooptiertes Mitglied der Philosophisch-Sozialwissenschaftlichen Fakultät wirkte er u. a. am BA/MA-Studiengang „Medien und Kommunikation“ mit und betreute dort v. a. das Feld populärer Medien (Film, Fernsehen, Comics, populäre Literatur). Von 1995 bis 2005 war er regelmäßiger Gastdozent für Medienethik an der Hochschule für Fernsehen und Film München. Seine Forschungsschwerpunkte sind Grundlegungsfragen der philosophischen und theologischen Ethik (Ethikbegründung), Probleme einer interkulturellen Ethik, Medienethik und popular culture (incl. gender studies) und Informations- und Computerethik. In den letzten Jahren widmete er sich einem Forschungsprojekt zu Comics und Religion.

## Schriften (Auswahl)
- Superman. Eine Comic-Serie und ihr Ethos (= Suhrkamp-Taschenbuch. Materialien. Band 2100). Suhrkamp, Frankfurt 1989, ISBN 3-518-38600-X.
- Kritik der medienethischen Vernunft. Der ethische Diskurs über den Film in Deutschland (= Innsbrucker theologische Studien. Band 13). Fink, München 1993, ISBN 3-7705-2805-0 (zugleich Dissertation, München 1991).
- als Herausgeber: Christliche Sozialethik zwischen Moderne und Postmoderne. Schöningh,  Paderborn 1993, ISBN 3-506-73756-2.
- als Herausgeber mit Hans Jürgen Kagelmann: Comics zwischen Zeitgeschehen und Politik. Profil, München 1994, ISBN 3-89019-331-5.
- als Herausgeber zusammen mit Thomas Bohrmann: Mediale Gewalt. Interdisziplinäre und ethische Perspektiven, W. Fink, Paderborn: UTB, 2002, ISBN 3-8252-8216-3.
- als Herausgeber zusammen mit Rafael Capurro: Netzethik. Grundlegungsfragen der Internetethik, W. Fink, München-Paderborn 2002 (= Schriftenreihe des ICIE, Hg. R. Capurro, Th. Hausmanninger, Bd. 1) ISBN 3-7705-3747-5.
- als Herausgeber: Handeln im Netz. Bereichsethiken und Jugendschutz im Internet, (= Schriftenreihe des ICIE, Hg. R. Capurro, Th. Hausmanninger, Bd. 2). W. Fink, München-Paderborn 2003, ISBN 3-7705-3814-5.
- als Herausgeber zusammen mit Rupert Scheule und Rafael Capurro: Vernetzt gespalten. Der Digital Divide in ethischer Perspektive, W. Fink, München-Paderborn 2004 (= Schriftenreihe des ICIE, Hg. R. Capurro, Th. Hausmanninger, Bd. 3), ISBN 3-7705-3968-0.
- Herausgeber zusammen mit Johannes Frühbauer und Rafael Capurro: Localizing the Internet. Ethical Aspects in Intercultural Perspective, W. Fink, München-Paderborn 2007 (= Schriftenreihe des ICIE, Hg. R. Capurro, Th. Hausmanninger, Bd. 4), ISBN 3-7705-4200-2.
- Verschwörung und Religion. Aspekte der Postsäkularität in den franco-belgischen Comics. W. Fink, Paderborn 2013, ISBN 3-7705-5508-2.